# Jean Baptiste Louis Pierre
Jean Baptiste Louis Pierre, född den 23 oktober 1833 i Saint-André, död den 30 oktober 1905 i Paris var en fransk botaniker främst känd för sin asiatiska forskning.
Efter studier i Paris började han att arbeta vid botaniska trädgården i Calcutta. Den 28 mars 1865 övertog han ledningen för Saigons zoo och botaniska trädgårdar, som han ledde fram till 1877, då han återvände till Paris.
Släktena Pierreodendron, Pierrina och Pierrea har uppkallats efter Pierre. Han har även förärats en byst i Saigons zoo och botaniska trädgårdar.

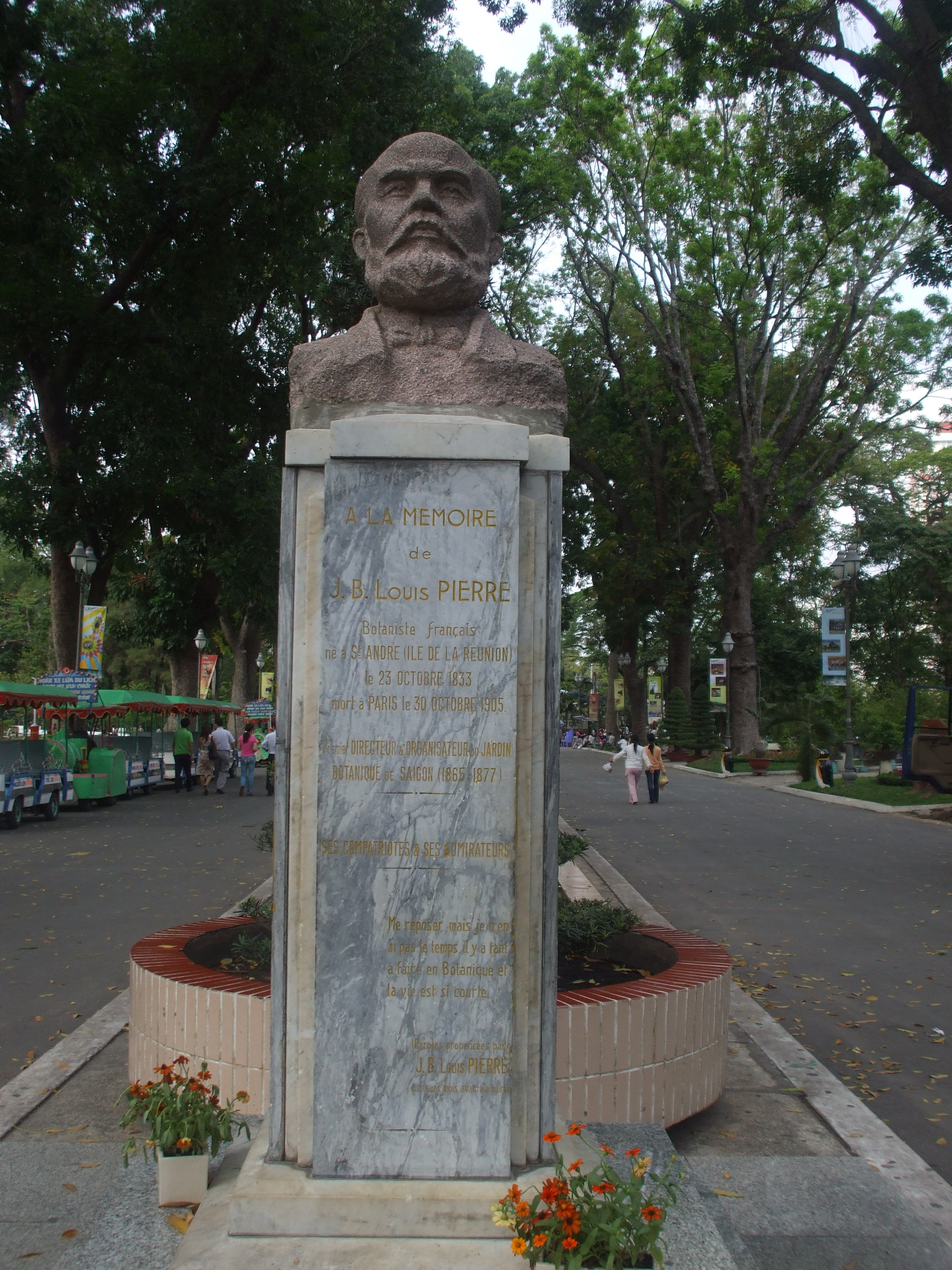
Byst av Jean Baptiste Louis Pierre i Saigons zoo och botaniska trädgårdar.

Auktorsnamnet Pierre kan användas för Jean Baptiste Louis Pierre i samband med ett vetenskapligt namn inom botaniken; se Wikipediaartiklar som länkar till auktorsnamnet.